# Maria Furtwängler
Maria Furtwängler-Burda (* 13 de septiembre de 1966, Múnich, Alemania Occidental) es una actriz y médica alemana.

## Biografía
Hija de la actriz Kathrin Ackermann y del arquitecto Bernhard Furtwängler, hijo de Walter Furtwängler (hermano del director Wilhelm Furtwängler). Nieta de la actriz Elisabeth Ackermann.
Médica graduada se casó en 1991 con el Dr. Hubert Burda (* 1940) - el hijo menor de Aenne Burda, directora y fundadora de Hubert Burda Media, editora de la revista Burda - con quien tuvo dos hijos, Jakob (* 1990) y Elisabeth (* 1992).
Actuó en Una familia feliz entre 1987-1993 y es famosa por su actuación como la detective Charlotte Lindholm en la serie Tatort.
Se desempeña como activista y en organizaciones caritativas relacionadas con médicos en el tercer mundo.

## Premios
- Premio Bambi (2007)
- Deutscher Fernsehpreis (2007)
- Cámara de Oro (2008)
- Romy (2009)

## Distinciones honoríficas
- Orden del Mérito de la República Federal de Alemania (2003).
- Orden al Mérito de Baviera (2011).[2]

## Publicaciones
- Gunna Wendt, Wir Furtwänglers: Elisabeth Furtwängler, Kathrin Ackermann, Maria Furtwängler, Langen - Mueller Verlag (2010) ISBN 978-3-7844-3239-7